# История Республики Казахстан (с 1991 года)
Здесь представлена новейшая история Республики Казахстан.

Флаг Республики Казахстан, 1993

Герб Республики Казахстан, 1993

## Главное

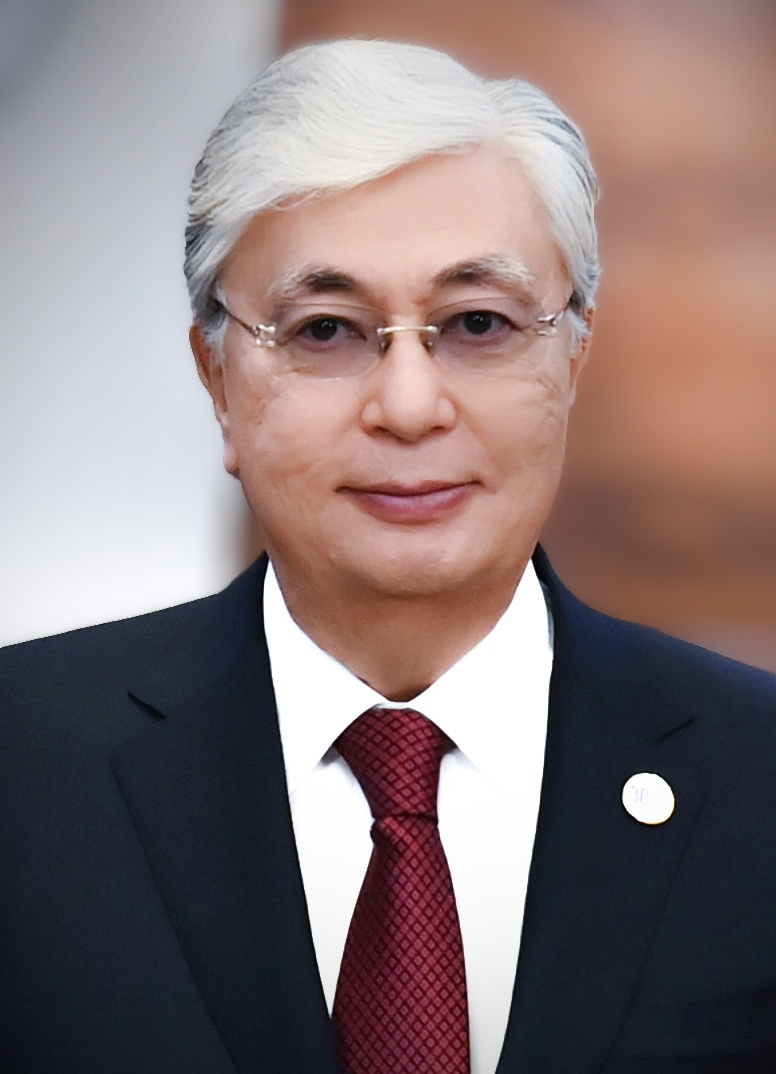
Президент Республики Казахстан
Касым-Жомарт Кемелевич Токаев

Со дня провозглашения независимости до 2019 года в Казахстане сменилось 9 правительств, однако руководили государством за всё это время лишь два президента.
Казахстан имеет сравнительно большую территорию (2 724 900 км². — 9 место в мире). И в то же время обладает заметными запасами природных ресурсов, различным минеральным сырьём. Находясь между крупнейшими державами — Россией и Китаем, страна вынуждена вести взвешенную и сбалансированную внешнюю
политику.

### Ядерное оружие
Когда СССР распался, Казахстану достался огромный ядерный потенциал — четвёртый в мире по своей мощности.
Однако, страна отказалась от ядерной бомбы ради мира во всём мире.

### Внешняя политика
- Соединённые Штаты были первой страной, открывшей своё посольство в Казахстане.[2]

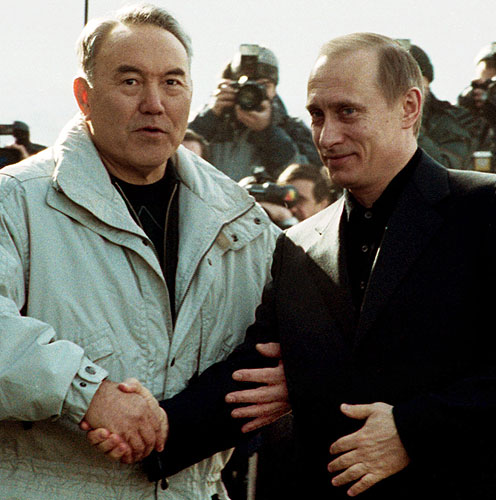
Н.Назарбаев и В.Путин

- Сразу после провозглашения независимости (16 декабря 1991 года) Казахстан подписал в числе 11 бывших республик СССР (без прибалтийских республик СССР и Грузии) совместную Декларацию о целях и принципах СНГ (Алма-Ата, 21 декабря 1991 года), а затем с пятью — Договор о коллективной безопасности (ДКБ) (Ташкент, 15 мая 1992 года).
- 5 июля 1998 года в Акмоле(Целиноград), с этой даты новой столице страны, президентом Назарбаевым и первым президентом России Борисом Ельциным был подписан Договор о Вечной дружбе и сотрудничестве между Казахстаном и Россией.
- 10 октября 2000 года в Астане главами 5 государств (Беларусь, Казахстан, Кыргызстан, Россия и Таджикистан) был подписан Договор об учреждении Евразийского экономического сообщества. В Договоре заложена концепция тесного и эффективного торгово-экономического сотрудничества для достижения целей и задач, определённых Договором о Таможенном союзе и Едином экономическом пространстве.
- Казахстан также стал инициатором (Алма-Ата, 2002) регулярных саммитов СВМДА — Совещания по взаимодействию и мерам доверия в Азии, участниками которых стало уже 20 (на 2008 год) азиатских стран, включая Индию и Пакистан, Израиль и Палестину.

### Границы
26 апреля 1994 года в Алма-Ате президентом Казахстана Назарбаевым Н. А. и премьером Госсовета Ли Пэном было подписано Соглашение между Республикой Казахстан и Китайской Народной Республикой о казахстанско-китайской государственной границе. Впервые в истории обеих стран был проведён процесс делимитации и демаркации государственной границы, устроивший обе стороны. До этого миллиардный Китай имел территориальные претензии ко всем своим соседям — СССР, Японии, Вьетнаму и Индии и др., что часто приводило к пограничным конфликтам и даже локальным войнам.
Казахстан стал инициатором по урегулированию границ между Китаем и сопредельными странами СНГ. 26 апреля 1996 года на встрече глав пяти государств — Китая, России, Казахстана, Кыргызстана и Таджикистана в Шанхае было подписано историческое Соглашение об укреплении мер доверия в военной области в районе государственных границ. После ряда встреч «пятёрки» Соглашение переросло в ШОС — Шанхайская организация сотрудничества.
Также были подписаны Соглашения о делимитации границ с Кыргызстаном (2001), Узбекистаном (2002), Туркменистаном (2003) и Россией (2006).

### Столица
Одним из важнейших политических событий современной истории Казахстана является перенос столицы Казахстана из Алма-Аты в центр страны, в Акмолу (современная Астана) в 1997 году.

### Пенсионная реформа
Республика Казахстан — первая из стран Содружества Независимых Государств, осуществившая реформу пенсионного обеспечения населения.

### Организация по безопасности и сотрудничеству в Европе

Логотип Казахстанского председательствования в ОБСЕ — 2010 г.

С 30 января 1992 года Казахстан является членом Организации по безопасности и сотрудничеству в Европе (ОБСЕ) и недавно добился права в 2010 году председательствовать в этой влиятельной международной организации, а в 2011 г. — в Организации Исламская Конференция.

### Нефть
Многовекторная внешняя политика страны продолжена и в экономической сфере, так, например, вместе с нефтепроводом КТК (Каспийский трубопроводный консорциум) (2004) на запад через Россию, был построен нефтепровод ККТ (Казахстанско-Китайский Трубопровод) Кумколь — Алашанькоу на восток (2005). Казахстан принимает участие и в южном нефтепроводе БТД (Баку - Тбилиси - Джейхан) на средиземноморское побережье Турции (2006), поддерживаемого Соединёнными Штатами Америки.

### Финансовый кризис 2007—2010
В 2007 году в Казахстане начался затяжной финансовый кризис, который заметно замедлил темпы развития экономики. В рамках борьбы с этим кризисом была проведена девальвация тенге на 20 %. На грани банкротства оказались крупнейшие банки страны, много предприятий обанкротились. На рынке недвижимости произошло падение цен в связи с которым многие стройки были заморожены, на местах, расчищенных под строительство в центрах городов были временно организованы парки и проспекты, улицы, достопримечательности, памятники Великих людей.

## События
- 25 октября 1990 Верховным Советом Казахской ССР принята Декларация о государственном суверенитете республики.

### 1991
- В 1991 году Назарбаев, бывший президент Казахской ССР, председатель Верховного Совета и Первый секретарь ЦК Коммунистической партии Казахстана, стал первым президентом Республики Казахстан.
- После путча в Москве в августе 1991 года Коммунистическая партия была распущена, а имущество передано властям.
- 20 июня было принято постановление Верховного Совета Казахской ССР «Об Уставе Национального Государственного банка Казахской ССР». В соответствии с Постановлением Национальный Государственный банк перешёл в собственность республики и стал Центральным банком.
- 12 августа — создано Министерство туризма Республики Казахстан.
- 29 августа Семипалатинский ядерный полигон был закрыт[5].
- 11 сентября — Указами президента образованы Агентство космических исследований Республики Казахстан и Государственный комитет Республики Казахстан по земельным вопросам и землеустройству.
- 15—16 сентября — столкновения между казаками и людьми гражданского национального движения «Азат». Сам конфликт проходил в г. Уральск.
- 2 октября — полёт первого казахского космонавта Тохтара Аубакирова в космос.
- 5 октября — создана партия «Народный Конгресс Казахстана».
- 16 октября — глава государства подписывает Закон о выборах президента Казахской ССР, согласно которому были проведены первые всенародные выборы лидера страны.
- 1 декабря — проведены первые прямые выборы президента республики.
- 8 декабря — подписание лидерами Белоруссии, России и Украины беловежского соглашения о прекращении существования СССР и о создании СНГ (смотрите Распад СССР).
- 10 декабря — Казахская Советская Социалистическая Республика переименована в Республику Казахстан .
- 10 декабря — издан Указ президента о формировании Алмазного фонда республики.
- 12 декабря — президент Республики Казахстан Н. А. Назарбаев принял участие в консультативной встрече руководителей республик Средней Азии и Казахстана в Ашхабаде с участием президентов Кыргызстана — А. А. Акаева, Таджикистана — Р. Набиева, Туркменистана — С. А. Ниязова, Узбекистана — И. А. Каримова. Состоялся обмен мнениями по поводу соглашения о Содружестве Независимых государств — Белоруссии, РСФСР и Украины, подписанного 8 декабря 1991 года. На встрече было принято Заявление глав государств Республики Казахстана, Республики Кыргызстан, Республики Таджикистан, Туркменистана, Республики Узбекистан. Участники встречи заявили, что необходима координация усилий по формированию СНГ, что все государства, образующие Содружество, должны быть признаны в качестве учредителей. Подписано Соглашение о создании Евразийского Содружества Независимых Государств.
- 16 декабря провозглашена государственная независимость Республики Казахстан. Н. А. Назарбаев подписал Конституционный Закон РК «О государственной независимости Республики Казахстан». Теперь в этот день отмечается государственный праздник День независимости Казахстана.
- 16 декабря Турция первой признала независимость страны через несколько часов после объявления независимости Казахстана.
- 1991 год — создана специальная государственная служба регистрации цен, осуществляющая регулярное наблюдение за уровнем и динамикой цен (тарифов) во всех секторах экономики[6].
- 19 декабря было подписано постановление Кабинета Министров № 788 «О Комитете государственной безопасности Республики Казахстан»,
- 21 декабря — подписаны Алма-Атинская декларация (1991) и алма-атинский протокол к беловежскому соглашению
- 23 декабря — Верховный Совет Казахской ССР ратифицировал беловежское соглашение вместе с протоколом[7]
- Открыты: банк «Аль Барака Казахстан», Заман-Банк.
- Переименованы:
  - Гурьевская область в Атыраускую.
  - Гурьев в Атырау.
  - Кокчетавская область в Кокшетаускую.
- После получения независимости в 1991 году начался отток русских в Россию и приток оралманов в Казахстан.

### 1992
- 2 января 1992 года — Королевство Норвегия признало независимость Республики Казахстан.
- 2 января 1992 года — Казахстан стал членом ОБСЕ
- 2 марта 1992 года — Казахстан принят в члены ООН.
- 7 мая 1992 года — созданы самостоятельные Вооружённые силы Республики Казахстан (см. День защитника Отечества (Казахстан)).
- 15 мая 1992 года — организована Организация Договора о коллективной безопасности

- 25 мая 1992 года — В Москве Президент РК Н. А. Назарбаев и Президент РФ Б. Н.Ельцин подписали Договор о дружбе, сотрудничестве и взаимной помощи между Российской Федерацией и Казахстаном, а также Соглашение о порядке использования космодрома Байконура. (см. Казахстано-российские отношения)
- 4 июня 1992 года — глава государства подписывает Законы «О Государственном флаге Республики Казахстан», «О Государственном гербе Республики Казахстан», «О музыкальной редакции Государственного гимна Республики Казахстан».
- 27 августа 1992 года — были установлены Азербайджано-казахстанские отношения
- 18 сентября 1992 года — создана государственная телерадиовещательная компания «Казахстан»
- 18 октября 1992 года — в Алма-Ате открылся первый Всемирный конгресс духовного согласия, на который прибыли представители мировых религиозных конфессий, известные духовные лидеры, деятели просвещения из США, Великобритании, Германии, Австрии, Италии, Швейцарии, Индии, государств СНГ.
- 22 октября 1992 года были установлены дипломатические отношения между Российской Федерацией и Республикой Казахстан
- Учреждены «Азамат Банк», Нурбанк.
- В июле парламент Казахстана переименовывает Уральскую область в Западно-Казахстанскую. Кроме того, переименованы:
  - Кокчетав → Кокшетау
  - Чимкент → Шымкент
  - Целиноград → Акмола
- Казахстан присоединился к Организации экономического сотрудничества

### 1993
- 28 января 1993 принята первая Конституция Республики Казахстан. Казахская ССР окончательно переименована в Республику Казахстан.
- 28 января 1993 столица республики Алма-Ата официально переименована в «Алматы́».
- 16 февраля 1993 года — в Алма-Ате начало функционировать представительство ООН.
- 26 февраля 1993 года — вступил в силу Закон «О государственной границе Республики Казахстан», который подтвердил принципы целостности, неделимости и неприкосновенности территории республики.
- 10 марта 1993 года — обнародована Национальная программа разгосударствления и приватизации на 1993—1995 гг. согласно указу Президента Республики Казахстан от 5 марта 1993 года № 1135 «О Национальной программе разгосударствления и приватизации в Республике Казахстан на 1993—1995 годы (II-ой этап)»
- 18 апреля 1993 года — в Алма-Ате прошёл Всемирный экономический форум, собравший более 100 руководителей крупнейших международных и национальных компаний, фирм и банков из 30 стран мира.
- 23 июня 1993 года — Постановление Президента Республики Казахстан № 1289 «О введении в действие Положения о приватизационных инвестиционных купонах»
- 30 августа 1993 года — Президент Казахстана Н.Назарбаев обратился к правительствам ядерных держав с инициативой о продлении до 2005 года моратория на испытания ядерного, химического, биологического, всех других видов оружия массового поражения.
- 15 ноября 1993 — вводится национальная валюта — Тенге.
- В декабре 1993 на сессии Верховного Совета было принято решение о самороспуске и передаче всех полномочий до новых выборов президенту.
- 1993 г. — Составлен первый платёжный баланс Республики Казахстан.[6]
- Открыты Альянс Банк, Texakabank, Нефтебанк

### 1994
- 1994 года был кризис в Казахстане, и эмигрантов стало больше
- 7 марта 1994 года были проведены первые выборы в Парламент Казахстана
- 11 марта 1994 года — Указ Президента Республики Казахстан № 1589 «О выделении части государственного пакета акций для продажи руководителям государственных акционерных обществ»
- 26 апреля 1994 года в Алма-Ате президентом Казахстана Назарбаевым Н. А. и премьером Госсовета Ли Пэном было подписано Соглашение между Республикой Казахстан и Китайской Народной Республикой о казахстанско-китайской государственной границе.
- 27 мая 1994 года — Казахстан, подписав рамочный документ, стал 19-м государством-участником Программы НАТО «Партнёрство во имя мира».
- 6 июля 1994 года было принято постановление Верховного Совета Казахстана о переносе столицы из Алма-Аты в Акмолу. Позднее (18 июля 2008 года) к этому событию был приурочен праздник День столицы (Казахстан).

### 1995
- 1995 г. — Год Абая.
- 6 марта—30 августа 1995 года — из за жалобы гражданки Квитковской Т. в Конституционный суд по легимитизации Верховного совета РУ начинается политический кризис.
- 1 марта 1995 года — создаётся Ассамблея народов Казахстана, в 2007 году переименована в Ассамблею народа Казахстана.
- 29 апреля 1995 года — проведён республиканский референдум, за продление срока полномочий Президента Казахстана Н. Назарбаева высказалось 95,46 % казахстанцев, участвовавших в голосовании. В плебисците приняло участие 91,26 % граждан страны, имевших право голоса.
- 30 августа 1995 года — на общереспубликанском референдуме принята новая Конституция Республики Казахстан.
  - Конституционный суд Республики Казахстан прекратил своё существование, вместо него создан Конституционный Совет Республики Казахстан.
- Открыт АТФБанк, ABN AMRO Банк
- В декабре прошли выборы В парламент РК но теперь уже в двухпалатный мажилис, Сенат

### 1996
- 1996 г. — Год Жамбыла Жабаева.
- 3 апреля 1996 года — граждане Казахстана казахской национальности получили возможность привести написание своих фамилий и отчеств в соответствие с исторически сложившимися народными традициями.
- 23 мая — Открыт Евразийский национальный университет им. Л. Н. Гумилёва.
- 20 августа 1996 года — создана авиакомпания Эйр Казахстан.
- 16 декабря 1996 года — в Алма-Ате открыт Монумент независимости Казахстана.
- 17 декабря — Университет Сулеймана Демиреля открыли Президент Казахстана Нурсултан Назарбаев и бывший президент Турции Сулейман Демирель.
- Образовано АО «Валют-Транзит Банк».

### 1997
- 1997 г. — Год общенационального согласия и памяти жертв политических репрессий.
- 14 июля 1997 года Указом Президента Республики Казахстан создана Национальная атомная компания «Казатомпром».
- 10 октября 1997 года — Президент Республики Казахстан Нурсултан Назарбаев выступил с ежегодным Посланием народу Казахстана «Казахстан — 2030. Процветание, безопасность и улучшение благосостояния всех казахстанцев».
- 20 октября 1997 года — Указом Президента город Акмола (с 6 мая 1998 г. переименован в г. Астана) объявлена столицей Казахстана.

### 1998
- 1998 г. — Год единства и национальной истории.
- 6 июля 1998 года — подписана Декларация между Республикой Казахстан и Российской Федерацией о вечной дружбе и союзничестве, ориентированном в XXI столетие.
- Стартовала Пенсионная реформа (Казахстан, 1998 год)

### 1999
- 1999 г. — Год единства и преемственности поколений.
- 10 января 1999 года — на альтернативной основе Н. Назарбаев вновь избран Президентом Республики Казахстан на новый семилетний срок, получив 79,78 % голосов казахстанцев, принявших участие в голосовании.
- 25 февраля — 4 марта 1999 г. — Проведена Первая национальная перепись населения Республики Казахстан.[6]
- 26 февраля — Страна подписала договор о Едином экономическом союзе.
- 15 ноября 1999 года было создано ЗАО «Казахстанский фонд гарантирования (страхования) вкладов физических лиц».

### 2000
- 2000 г. — Год поддержки культуры.
- 29 июля 2000 года — уничтожена последняя штольня для ядерных испытаний на бывшем Семипалатинском ядерном испытательном полигоне.
- 23 августа 2000 года — создан Национальный фонд Республики Казахстан
- 1 сентября 2000 года — принят Указ Президента «О мерах по усилению независимости судебной системы Республики Казахстан».
- 10 октября 2000 года в Астане (Республика Казахстан) главами государств (Белоруссия, Казахстан, Россия, Таджикистан, Узбекистан) был подписан Договор об учреждении Евразийского экономического сообщества.

- 7 декабря 2000 открыт Жилстройсбербанк Казахстана
- 28 декабря 2000 года открыт Банк Развития Казахстана

### 2001
- 2001 г. — Год 10-летия независимости Республики Казахстан.
- 7 сентября 2001 года — 1-й Конгресс молодёжи Казахстана в городе Актау.

### 2002
- 2002 г. — Год здоровья.
- Апрель 2002 года — состоялся I Евразийский медиафорум в Алма-Ате.
- 30 августа 2002 года воздвигнут Байтерек (монумент)
- 23 — 24 октября 2002 года — Второй Всемирный курултай казахов (г. Туркестан.)
- Создан Департамент молодёжной политики в составе Министерства культуры, информации и общественного согласия Республики Казахстан (государственный орган)
- Создана Центрально-Азиатское сотрудничество (организация)

### 2003
- 2003 г. — Год поддержки села.
- 2003 г. — Год Казахстана в России
- 24 — 26 апреля 2003 года — Второй Евразийский Медия Форум (г. Алма-Ата).
- Казахгейт

### 2004
- 2004 г. — Год России в Казахстане.
- Эйр Казахстан — обанкрочена.

### 2005
- 19 августа 2005 выборы в Сенат
- 12 ноября выбран оппозиционер Заманбек Шаймерденов
- 16 ноября 2005 года — Наурыз Банк Казахстан ликвидирован решением экономического суда[8]
- 4 декабря 2005 года — Выборы Президента РК, в которых приняло участие 5 кандидатов. Победу одержал Н. А. Назарбаев, переизбранный на новый семилетний срок с 91,15 % голосов. Явка избирателей составила более 77 %. Выборы проходили с помощью электронного голосования и традиционных бюллетеней.
- Казахстанская оппозиция выдвигала требования пересмотра итогов прошедших парламентских выборов.
- Доходы государственного бюджета в 2005 году они составили 2 098,5 млрд. тенге (15 млрд 792,4 млн долл. США), Расходы государственного бюджета — 1 998,3 млрд тенге ($15 млрд 038,4 млн.)[9]

### 2006
- 18 января казахстанский парламент утвердил представленную президентом Назарбаевым кандидатуру премьер-министра Казахстана, которым вновь стал Даниал Ахметов, занимающий этот пост с июня 2003 года. Первым заместителем премьера был назначен Карим Масимов.
- В январе был создан Госхолдинг «Самрук»
- 13 февраля убит оппозиционер Алтынбек Сарсенбаев.
- 13 ноября на заседании Совета безопасности республики было принято решение запретить ввоз в Казахстан автомобилей с правосторонним рулём. Постановление «О дополнительных мерах по обеспечению безопасности дорожного движения» было подписано 28 декабря[10]
- 26 декабря 2006 года — отозвали лицензию у АО «Валют-Транзит Банк»[11]

### 2007
- В 2007 начался Финансовый кризис 2007—2010 годов в Казахстане
- Рахатгейт
- 8 января премьер-министр Даниал Ахметов подал в отставку, отставка была принята, вместе с премьером автоматически в отставку ушли члены кабинета министров. Правительство Ахметова было шестым по счёту со времени обретения Казахстаном независимости. Оно проработало больше всех остальных — 3,5 года — но не смогло обеспечить диверсификацию экономики и допустило рост инфляции. Достигнутый при этом рост ВВП Казахстана в основном связан с высокими ценами на энергоносители.
- 10 января премьер-министром назначен занимавший пост вице-премьера Карим Масимов. Масимов получил образование в КНР и является известным специалистом по Китаю. Министр экономики и бюджетного планирования Аслан Мусин назначен также единственным вице-премьером. Прежний премьер, Даниал Ахметов, стал гражданским министром обороны, а его предшественник, генерал армии Мухтар Алтынбаев — председателем Комитета начальников штабов (аналога Генерального штаба). Секретарь Совета безопасности Казахстана, первый помощник президента Марат Тажин стал министром иностранных дел, а его сменил Берик Имашев. Посол в РФ Жансеит Туймебаев назначен министром образования и науки; вместо Владимира Школьника, ставшего одним из заместителей главы Администрации президента, на пост министра индустрии и торговли назначен бывший генеральный директор государственной компании «Казахстан Инжиниринг» Галым Оразбаков. К 13 января формирование нового кабинета было закончено. Министр иностранных дел Казахстана Касым-Жомарт Токаев назначен членом сената (верхней палаты парламента) и в тот же день избран председателем сената. Бывший председатель парламента Нуртай Абыкаев направлен послом в РФ. Назначен также новый председатель Центральной избирательной комиссии РК — Куандык Турганкулов, сменивший Оналсына Жумабекова.
- 22 января 2007 — возбуждено дело о прекращении деятельности АО «Валют-Транзит Банк».
- 29 января 2007 — вступило в силу постановление правительства, которым введён Запрет на ввоз в РК праворульных автомашин[12]
- 27 марта 2007 года президент Казахстана подписал Указ № 502 «Об образовании Национального космического агентства Республики Казахстан».
- С 1 июля 2007 весь доход по сырьевым отраслям (в том числе и по реализации нефти) направляется в Национальный фонд. Таким образом, бюджет, находящийся в распоряжении правительства, формируется без «нефтяных денег».
- 4 июля 2007 — «Нур Отан» объявлена общенациональной силой[13]
- 18 августа 2007 года прошли досрочные выборы в нижнюю палату парламента — мажилис.

### 2008
- 2008 г. — Год Украины в Казахстане.[14]
- 6 июля 2008 года установлен новый государственный праздник День столицы (Казахстан).
- 13 октября 2008 создан АО «Фонд национального благосостояния „Самрук-Казына“»

### 2009
- Проведена Перепись населения Казахстана 2009 года
- с 4 февраля 2009 года национальный банк уходит от поддержания тенге в прежнем неявном коридоре (117—123 тенге за доллар США) и определяет коридор обменного курса тенге около уровня 150 тенге за доллар с колебанием +/-3 % или 5 тенге.[15]
- 5 февраля 2009 года ставка рефинансирования снижается до 9,5 %;
- В феврале 2009 года Крупнейший в СНГ частный банк — «БТА Банк» был частично национализирован казахстанским правительством.
- 3 марта 2009 года минимальные резервные требования к банкам второго уровня снижены с 2 % до 1,5 % по внутренним обязательствам и с 3 % до 2,5 % по иным обязательствам, это позволило предоставить ликвидность банковской системе в размере 50 млрд тенге;
- C августа запретили распивать пиво на улицах[16]
- 3 октября 2009 был создан Тюркский совет

- 9 октября введён запрет на курение в общественных местах, продажу и употребление алкоголя лицам до 21 года, запрет на реализацию табачных изделий молодым людям, не достигшим 18 лет.[16]

### 2010
- 1 января. Начал действовать Таможенный союз Казахстана, России и Беларуси.
- 12 января. Фонд национального благосостояния «Самрук-Казына» приобрёл 100 % простых и привилегированных акций АО «Альянс Банк».
- Март 2010
  - Создано Министерство индустрии и новых технологий Республики Казахстан, которое будет курировать ненефтяной сектор.
  - Создано Министерство связи и информации Республики Казахстан, его возглавил Аскар Жумагалиев
  - Создано Министерство экономического развития и торговли Республики Казахстан; его возглавит Жанар Айтжанова
  - Министерство культуры и информации Республики Казахстан преобразовано в Министерство культуры Республики Казахстан
- 16 апреля 2010 — Казахстан в тесном сотрудничестве с США и Россией спасли от гражданской войны Кыргызстан.[17]
- 16 августа. В Казахстане введена в действие экспортная пошлина на нефть и нефтепродукты. Пошлина на сырую нефть составляет $20 за тонну, светлые нефтепродукты — $99,71, тёмные нефтепродукты — $66,47 за тонну.
- 1—2 декабря. В Астане Организация по безопасности и сотрудничеству в Европе провела саммит.[18]

11 января 2011 объявлено, что в 2010 году средняя зарплата в Казахстане составила 76 000 тенге.

### 2011
1 января 2011 года ставка экспортной таможенной пошлины (ЭТП) на нефть повышена с $20 до $40 за тонну. Ставки ЭТП на нефтепродукты сохранились на прежнем уровне.
События конца июня-начала июля в Актюбинской области — преступная группировка застрелила двух полицейских в посёлке Шубарши, в дальнейшем в ходе проведения операции по задержанию преступной группировки были убиты 2 спецназовца, несколько раненых, преступная группа в составе 11 человек полностью ликвидирована в ходе боя в посёлке Кенкияк. В дальнейшем погиб ещё один сотрудник полиции — при проверке документов в одном из домов преступник совершил самоподрыв.
12 ноября — трагедия в Таразе. Неадекватный, находящийся под действием наркотического средства террорист убил 7 человек, в том числе 2 сотрудников КНБ, 3 сотрудников полиции и 2 гражданских.
- декабрь 2011 — Протестное движение в Жанаозене и других городах Мангистауской области, Жанаозенский расстрел.

### 2012
- 28 мая — инцидент на погранпосту «Арканкерген». Убийство 14-ти пограничников и егеря рядовым погранслужбы Республики Казахстан — Владиславом Челахом.
- 13—14 августа — массовое убийство в Иле-Алатауском национальном парке. Убийство 13-ти человек в Иле-Алатауском национальном парке, совершенное группой религиозных экстремистов.

### 2013
- 5 сентября — Казахстан впервые принял участие в саммите G20 в Санкт-Петербурге[20].

### 2014
- 29 мая — Президент Нурсултан Назарбаев и главы России и Беларуси подписывают договор, образующий Евразийский экономический союз[21].
- 22 декабря — Казахстан возобновляет военное сотрудничество с Украиной, которому обещает жизненно важные поставки угля, после визита в Киев президента Нурсултана Назарбаева[22].

### 2015
- 1 января — Евразийский экономический союз вступил в силу, создав политический и экономический союз между Казахстаном, Россией, Беларусью и Арменией.

### 2016
24 апреля — 21 мая — В нескольких городах Казахстана прошли митинги против аренды сельскохозяйственных земель иностранцам на срок до 25 лет.

### 2018
- 15 марта — саммит лидеров Центральной Азии в Астане[25].

### 2019
- 19 марта — Первый Президент Казахстана Нурсултан Назарбаев подал в отставку после 30 лет пребывания у власти. Исполняющим обязанности Президента Казахстана назначен Касым-Жомарт Токаев.
- 20 марта — инаугурация Президента Казахстана Касым-Жомарт Токаева.
- 23 марта — Президент Казахстана Касым-Жомарт Токаев подписал указ о переименовании Астаны в Нур-Султан.
- 9 июня — внеочередные выборы президента, в которых победил Касым-Жомарт Токаев.

24 июня 2019 года на складах войсковой части № 44856, дислоцированной в городе Арысь, в результате пожара сдетонировали боеприпасы. Тогда разлетавшиеся снаряды повредили почти 90 % домов и строений Арыси. Власти области объявили режим ЧС и провели эвакуацию населения Арыси — почти 45 тыс. человек. В результате ЧС погибли трое, к врачам обратились более 400 человек. С восстановлением города помогала вся страна, и осенью того же года жилые и социальные объекты были отремонтированы или построены заново.

### 2020
- Начинается пандемия COVID-19 в Казахстане.
- 16—17 января — В разных городах автовладельцы провели акции протеста против высокой платы за регистрацию автомобилей, ввозимых из других стран Евразийского экономического союза. Сборы примерно такие же, как и цена самого автомобиля. Закон действует более года[26].
- 8 февраля — В Кордайском районе Жамбылской области на юге Казахстана произошли межэтнические столкновения между казахами и дунганами. По утверждению властей, поводом стал бытовой конфликт. Всего в результате столкновений погибли 11 человек, ещё 185 вынуждены были обратиться за медицинской помощью. Свыше 23 тыс. жителей (в основном дунган) бежали на территорию соседнего Кыргызстана, несколько тысяч дунган, из числа оставшихся в Казахстане, укрылись в мечетях, пограничных заставах. Сожжено 39 жилых домов, 20 коммерческих объектов и 47 единиц автотранспорта; по предварительным данным материальный ущерб составил 1,7 млрд тенге. Всего пострадало 778 семей местных жителей[27][28][29].
- 3 марта — Суд постановил досрочно освободить Мухтара Джакишева, бывшего генерального директора государственной ядерной компании Казатомпром, который в 2010 году был приговорён к 14 годам лишения свободы за коррупцию, из которых отбыл срок более 11 лет тюрьмы[30].
- 13 марта — Казахстан сообщил о первых двух подтверждённых случаях COVID-19; оба — граждане Казахстана, недавно вернувшиеся из Германии[31].
- 15 марта — В связи с пандемией коронавируса в стране объявлено чрезвычайное положение. Указ президента Казахстана вводит национальный карантин и ограничивает как въезд, так и выезд из страны для всех, кроме дипломатов и лиц, приглашённых правительством Казахстана[32].
- 14 апреля — Министерство иностранных дел вызвало китайского посла после того, как на частном китайском сайте Sohu была опубликована статья, в которой утверждается, что казахи «хотят вернуться в Китай» и «не имеют слишком много жалоб» на исторические вторжения Китая в страну[33].
- 2 мая — президент Казахстана Касым-Жомарт Токаев подписал указ о прекращении полномочий депутата сената, отправив в отставку спикера Сената Даригу Назарбаеву[34][35].
- 17 июня — Фонд национального благосостояния Самрук-Казына объявляет, что планы по продаже акций государственной нефтегазовой компании «КазМунайГаз» за рубежом будут отложены с этого года до 2022 года из-за пандемии COVID-19[36].
- 10 июля — Власти страны отрицают отчёт, опубликованный китайскими официальными лицами, в котором утверждается, что в стране наблюдается вспышка «неизвестной пневмонии», потенциально более смертоносной, чем COVID-19[37].
- 17 июля — Страна объявляет, что она начнёт добавлять тысячи случаев и сотни смертей к своим подсчётам случаев COVID-19, начиная со следующего месяца, описывая соответствующие случаи, связанные с пневмонией, которые не были подтверждены тестами, как, скорее всего, связанные с новым коронавирусом SARS-CoV-2[38].
- 1 октября — Бывший президент Нурсултан Назарбаев выразил обеспокоенность по поводу эскалации карабахского конфликта и призвал Баку и Ереван начать переговоры[39].

### 2021
- Продолжается пандемия COVID-19 в Казахстане.
- 10 января — состоялись выборы депутатов Мажилиса Парламента Республики Казахстан. Итоги выборов по участвовавшим партиям: «Nur Otan» — 71,09 %, «Ак Жол» — 10,95 %, Народная партия Казахстана — 9,10 %, «Ауыл» — 5,29 %, «Адал» — 3,57 %[40].
- 15 января указом Президента Республики Казахстан Мамин Аскар Узакпаевич назначен Премьер-Министром Республики Казахстан.
- 18 января утверждён новый состав Правительства Республики Казахстан.

### 2022
- 2 января — на фоне резкого повышения цен на газ начались массовые протесты.
- 5 января — правительство Казахстана отправлено в отставку на фоне массовых протестов, в ряде регионов введено чрезвычайное положение до 19 января.[41][42][43][44]
- 5 января — Отставка Нурсултана Назарбаева с поста Председателя Совета Безопасности Республики Казахстан.Его сменил Президент Касым-Жомарт Токаев.
- 11 января — Указом Президента Республики Казахстан Алихан Смаилов назначен Премьер-Министром Республики Казахстан
- 5 июня — на референдуме были одобрены поправки к конституции, означающие переход «от суперпрезидентской формы правления к президентской республике с влиятельным парламентом и подотчётным правительством»[45]. Из конституции были исключены все упоминания о статусе Назарбаева как первого президента Казахстана[46].

### 2023
- 28 октября — произошла крупнейшая по числу жертв промышленная катастрофа за всю историю независимости Казахстана — пожар и взрыв на шахте имени Костенко в городе Каграганде компании «АрселорМиттал Темиртау», унёсший жизни 46 человек[47].